# Coupe nord-africaine des vainqueurs de coupe 2010
Navigation
Coupe nord-africaine des vainqueurs de coupe 2009
La Coupe nord-africaine des vainqueurs de coupe 2010 est la troisième et dernière édition de la Coupe nord-africaine des vainqueurs de coupe.

## Demi-finales
| Date                                | Équipe 1          | Résultat | Équipe 2         | Aller | Retour |
| ----------------------------------- | ----------------- | -------- | ---------------- | ----- | ------ |
| 2 novembre 2010 et 23 novembre 2010 | Olympique de Béja | 1 - 3    | ES Sétif         | 1-0   | 0 - 3  |
| 2 novembre 2010 et 14 novembre 2010 | FAR Rabat         | 2 - 3    | Al Nasr Benghazi | 2 - 1 | 0 - 2  |

## Finale
| Date                                | Équipe 1         | Résultat | Équipe 2 | Aller | Retour |
| ----------------------------------- | ---------------- | -------- | -------- | ----- | ------ |
| 9 décembre 2010 et 21 décembre 2010 | Al Nasr Benghazi | 3 - 6    | ES Sétif | 1 - 3 | 2 - 3  |

| Coupe nord-africaine des vainqueurs de coupe Vainqueur 2010 |
| ----------------------------------------------------------- |
| ES Sétif 1er titre                                          |